# Svinské kameny
Svinské kameny (německy Sausteine, polsky Trzy Świnki) je skupina skalních torů nalézající se v pohoří Krkonoče na jižních svazích hory Szrenica, na začátku Cesty česko-polského přátelství.

## Charakteristika
Výška skal dosahuje 8 metrů. Jsou budovány porfyrickou žulou s velkými viditelnými krystaly krémově zbarveného živce. Žula je hustě protkána žilkami aplitu, které jsou místy rozlámány do pravidelných šachovnicových kostek. Skalní útvary pocházejí pravděpodobně z období pleistocénu a jejich konečný tvar byl dán procesy zvětrávání žuly. Tyto procesy probíhaly v několika fázích a závisely na mnoha faktorech, včetně místních klimatických podmínek (periodické tání), přítomnosti vegetace nebo obsahu snáze erodovatelných minerálů.

## Legendy
Stejně jako k jiným krkonošským skalním útvarům se i ke vzniku Svinských kamenů váže legenda. Ta vypráví o Krakonošovi, který se kdysi nechal najmout jako pomocník na pasení prasat. Když však nastal čas výplaty, chamtivý sedlák mu odmítl zaplatit a tři prasata schoval, aby ho obvinil, že je při pastvě ztratil a vyhnul se tak výplatě. Duch hor však prohlédl nepoctivé úmysly sedláka a přivedl ho na místo, kam předtím zvířata ukryl. Pak tři prasata nafoukl tak, že praskla, a nakonec je proměnil v kameny.

## Cestovní ruch a ochrana přírody
Skály se nacházejí na obou stranách státní hranice, na území dvou národních parků - v Polsku je to Karkonoski Park Narodowy (KPN) a v Česku Krkonošský národní park (KRNAP). Přímo ke skalám vede červená turistická značka (z Haly Szrenické) a nedaleko vede zelená značka (od skalních útvarů na úbočí Szrenice). Vrchol Szrenica a horská chata jsou vzdáleny asi 10 minut chůze. O něco níže (po stezce směrem k Violíku) se nachází sedlo Mokra Przełęcz a nad ním se tyčí další žulová skála - Twarożnik.

## Turistické trasy
- červená značka - (Cesta česko-polského přátelství): Szklarska Poręba – Svinské kameny – náhorní plošina pod Sněžkou
- zelená značka (Ścieżka nad Reglami): Rozdroże Izerskie – Svinské kameny – Slezské sedlo